# Montreal Alouettes
Alouettes de Montréal (em inglês:  Montreal Alouettes) é uma equipe profissional de futebol americano do Canadá, participante da Divisão Leste da Canadian Football League da cidade de Montreal, Quebec.
Foi fundado em 1946 e já ganhou oito Grey Cups nos anos de 1949, 1970, 1974, 1977, 2002, 2009, 2010 e 2023. Seu estádio é o Estádio Percival-Molson.